# برايان بويد (نقابي)
برايان بويد (بالإنجليزية: Brian Boyd)‏ هو نقابي أسترالي، ولد في 1951.